# Krasnohvardijske
Krasnohvardijske (ukrajinsky Красногвардійське, rusky Красногвардейское – Krasnogvardějskoje) je sídlo městského typu v autonomní krymské republice na Ukrajině. K roku 2016 v něm žilo bezmála jedenáct tisíc obyvatel.

## Poloha a doprava
Krasnohvardijske leží ve vnitrozemí Krymského poloostrova. Je vzdáleno přibližně sedmdesát kilometrů severovýchodně od Simferopolu a přibližně 100 kilometrů jihovýchodně od Armjansku.
Prochází přes něj dálnice M18, která přichází z Jalty přes Simferopol a pokračuje přes Džankoj a Novooleksijivku do Záporoží a pak dále do Charkova. Je zde po ní vedena Evropská silnice E105.

## Dějiny
Obec zde založili Krymští Tataři začátkem šedesátých let devatenáctého století a původně se nazývala Qurman. Za druhé světové války ji 1. listopadu 1941 obsadila německá armáda a Rudá armáda ji dobyla zpět 12. dubna 1944. Po deportaci Tatarů v roce 1944 došlo k přejmenování z tehdejšího jména Kurman-Kemelči na Krasnohvardijske. V roce 1957 se stala obec sídlem městského typu.
Od roku 2014, kdy byl Krym anektován, obec fakticky kontroluje Rusko. Přesto ji oficiálně ukrajinská vláda přejmenovala v roce 2016 opět na Kurman.